# Wypas kulturowy

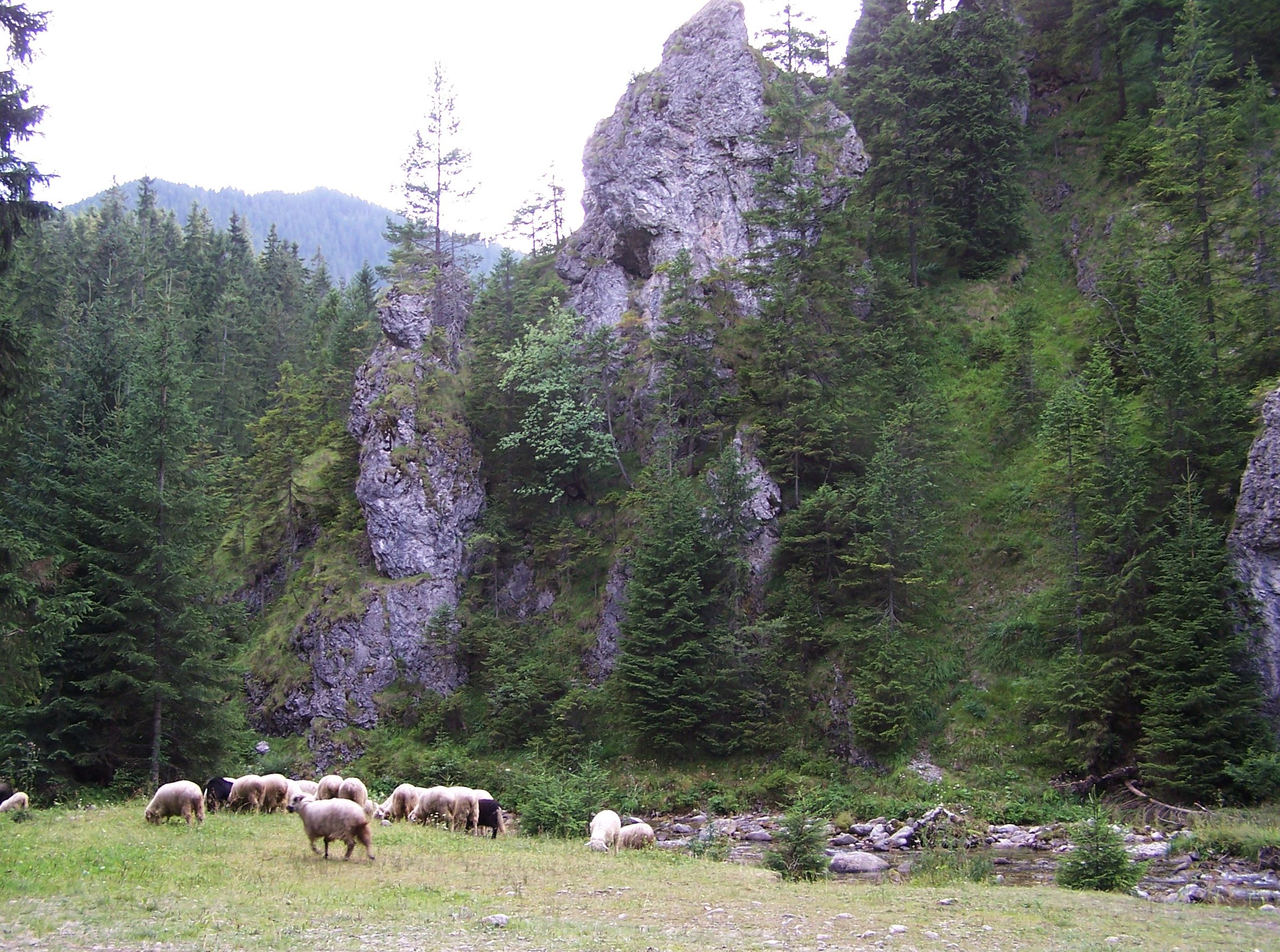
Kulturowy wypas w Dolinie Chochołowskiej

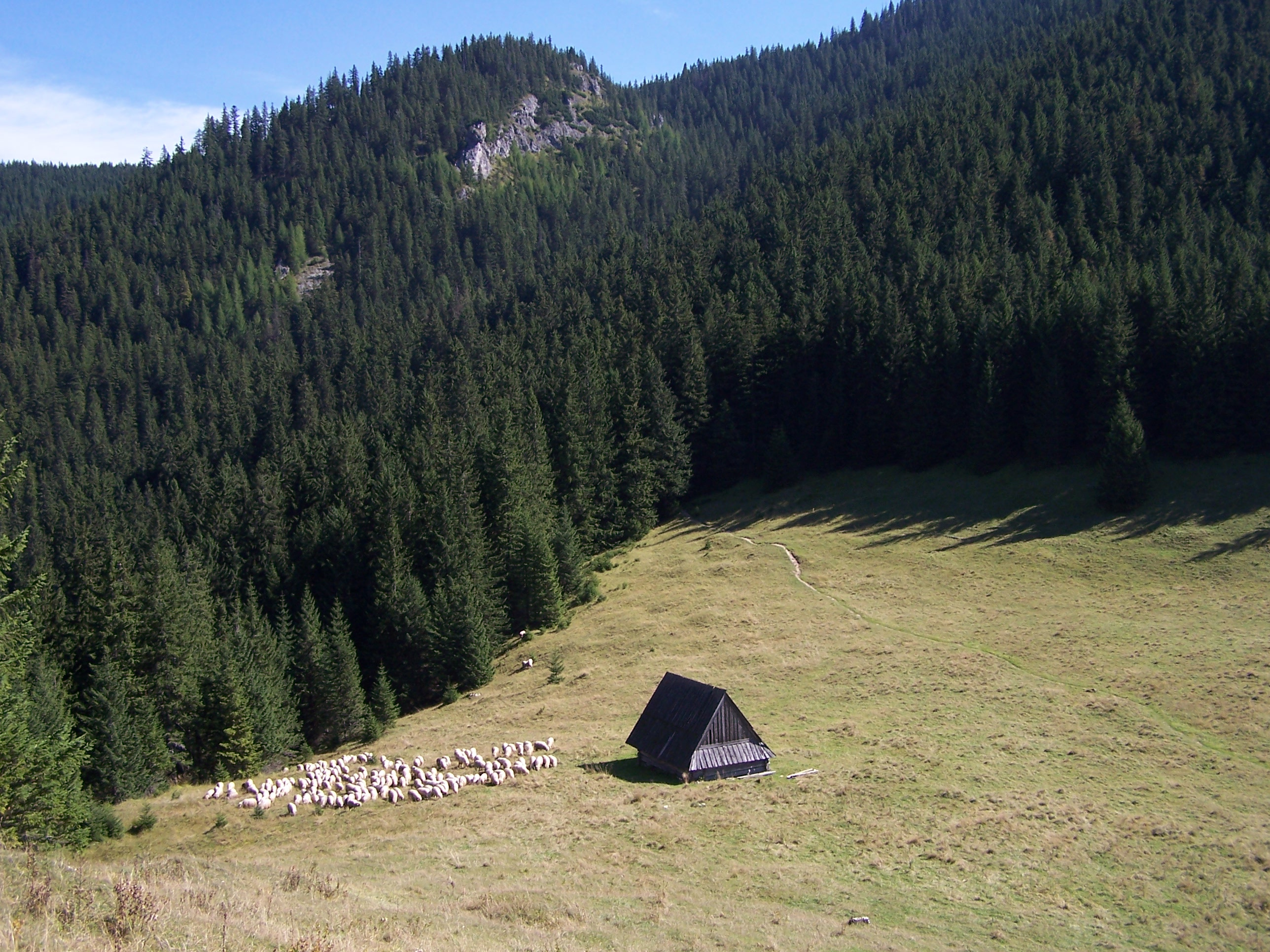
Kulturowy wypas na polanie Jamy

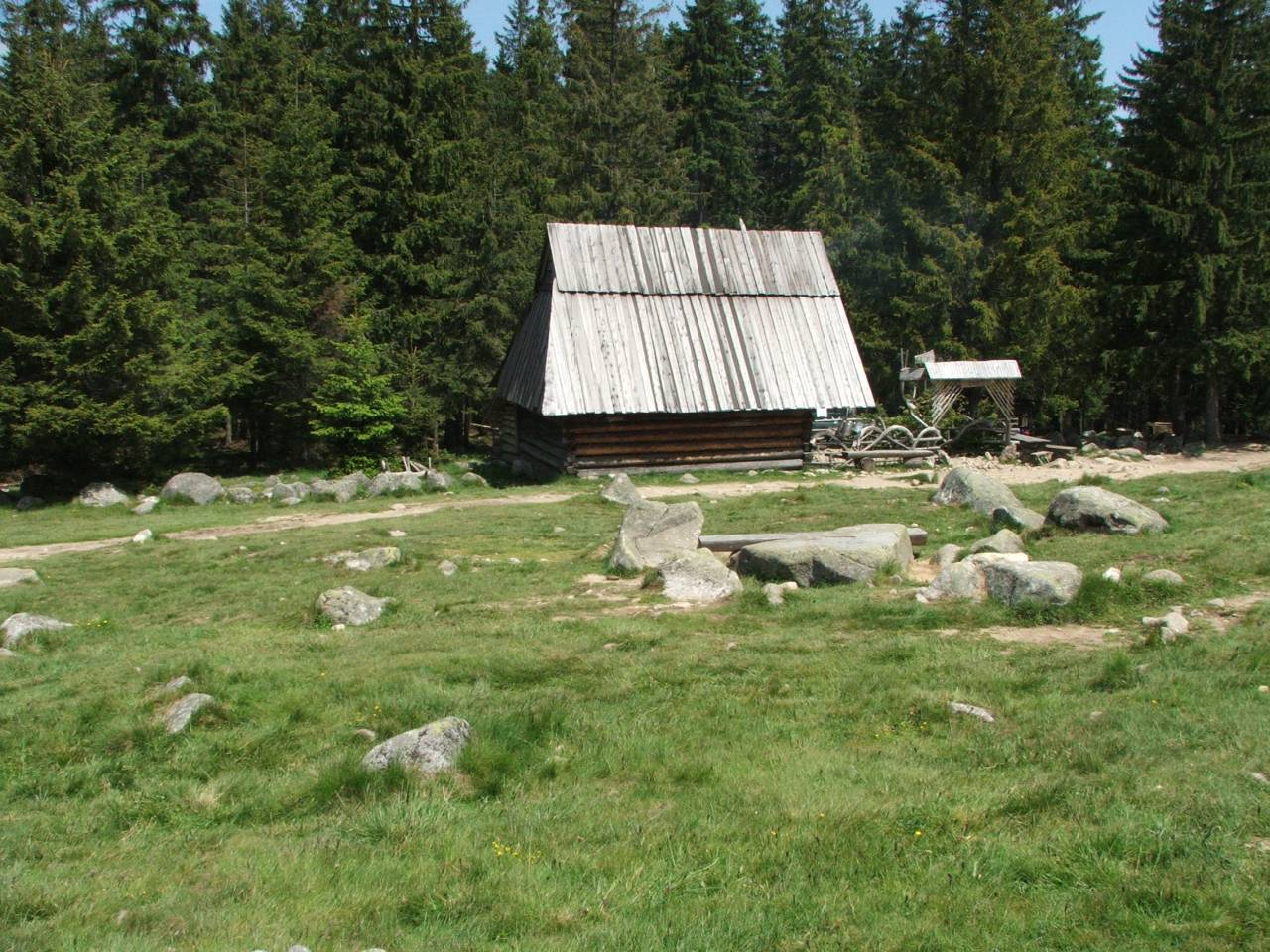
Bacówka na Rusinowej Polanie

Wypas kulturowy – wypas owiec i bydła na chronionych obszarach parków narodowych dozwolony z zachowaniem licznych ograniczeń.

## Wypas w Tatrach
Ma szczególne znaczenia na obszarach Tatrzańskiego Parku Narodowego. Początkowo, po utworzeniu parku i wykupie bądź wywłaszczeniu terenów hal (1960–1964), zniesiono w nim całkowicie wypas. Z czasem jednak okazało się, że stało się to przyczyną zmian w środowisku przyrodniczym.
Powstałe w wyniku działalności człowieka polany i hale tatrzańskie istnieć mogą tylko, gdy są użytkowane. Po zniesieniu wypasu i koszenia w wyniku naturalnej sukcesji ekologicznej zaczęły zarastać borówczyskami, malinami, a ostatecznie lasem. Powoduje to zmniejszenie różnorodności biologicznej, wiele bowiem gatunków roślin i zwierząt żyje tylko na tych trawiastych obszarach. Np. szafran spiski (popularnie nazywany krokusem) rosnąć może tylko na koszonej lub wypasanej polanie, po zniesieniu jej użytkowania zostaje z czasem zagłuszony przez inne gatunki wyższych roślin. Skazany byłby więc na wyginięcie, podobnie i wiele innych gatunków roślin i zwierząt (np. niektóre gatunki motyli). Zarastanie polan i halizn przez las to także zmniejszenie atrakcyjności turystycznej, las przesłania bowiem widoki. Ważnym powodem przywrócenia nienaturalnego wypasu była wreszcie konieczność zachowania liczącej sobie kilkaset lat kultury pasterskiej.
W Tatrach kulturowy wypas wprowadzono po raz pierwszy w 1981 r., na mocy porozumienia działaczy solidarnościowych z władzami. Zmianę w rozporządzeniu o utworzeniu TPN wprowadziła Rada Ministrów w lipcu 1981. Na początku XXI w. wypasało tam 5 baców na 30 polanach mających łączną powierzchnię około 130 ha. Były to m.in. Polana Chochołowska, polana Kopieniec, Lejówki, Niżnia Polana Kominiarska, Długa Polana, polana Huciska, polana Huty Lejowe, polana Jamy, Niżnia Jarząbcza Polana, polana Jaworzyna pod Furkaską, Kalatówki, Kryta Polana, Polana Kuca, Przysłop Kominiarski i Rusinowa Polana. Bacówki, w których sprzedawane są oscypki, bundz i żentyca, stoją na Polanie Chochołowskiej, u wylotu Doliny Lejowej, na Wyżniej Kirze Miętusiej w Dolinie Kościeliskiej, pod Kuźnicami, na polanie Kopieniec i na Rusinowej Polanie.

### Ograniczenia
Wypas kulturowy zastrzeżony jest licznymi ograniczeniami:
- Wypasać mogą tylko ci bacowie, którzy otrzymają koncesję na wypas.
- Liczba wypasanych owiec i krów jest ograniczona, tak by wypas nie powodował szkód w środowisku naturalnym.
- Baca musi udowodnić, że posiada poza Tatrami łąki czy polany (tzw. przepaski), na których może wiosną wypasać owce i krowy, zanim w Tatrach trawa nie podrośnie przynajmniej na 8 cm (wegetacja roślin jest tutaj bowiem późniejsza). Tradycyjny sezon wypasowy trwał od końca kwietnia do końca września.
- Wypasać można tylko owce i krowy ras miejscowych.
- Używać można do wypasu tylko psów miejscowej rasy owczarek podhalański.
- Baca i juhasi używać muszą tradycyjnego sprzętu, odzieży i gwary góralskiej. Wyjątek uczyniono tylko dla podpuszczki używanej do klagania sera – zamiast tradycyjnej, otrzymywanej z żołądków cielęcych, używa się syntetycznej.
- Zachowane mają być tradycyjne obrzędy pasterskie.